# Aracanidae
Aracanidae é uma família de peixes actinopterígeos morfologicamente próxima dos Ostraciidae. São conhecidos como peixes-cofre-de-águas-profundas.

## Descrição
A família Aracanidae aparente ser um pouco mais primitiva do que os verdadeiros Ostraciidae, mas apresenta uma cobertura protectora semelhante, constituída por placas espessas de escamas.
A família tem distribuição natural nas águas quentes do Oceano Índico e do Pacífico Ocidental. Ao contrário dos verdadeiros Ostraciidae, as espécies desta família habitam águas profundas, a mais de 200 m de profundidade.
A família está representada no registo fóssil pelo género extinto Proaracana, com apenas uma espécie conhecida, P. dubia conhecida do Eoceno médio da Itália.